# Alexssander Medeiros de Azeredo
Alexssander Medeiros de Azeredo (født 21. august 1990 i São Gonçalo), kendt som Alex, er en brasiliansk fodboldspiller, der har spillet i en række forskellige klubber, blandt andet i Silkeborg IF fra sommeren 2017. Han spiller angriber. Det blev dog kun til fem kampe for midtjyderne, idet han var skadet en stor del af tiden.